# Minimalbeispiel
Unter einem Minimalbeispiel (englisch minimal working example oder minimal reproducible example, daher oft mit MWE oder MRE abgekürzt) versteht man einen möglichst kleinen Quelltext, der die für Fehlerbehebung relevanten Probleme verursacht. Einerseits dient es dazu, die Ursache für den Fehler einzugrenzen, andererseits erleichtert es Dritten, die den Quelltext nicht kennen, beim Debugging zu helfen. Ein Minimalbeispiel sollte ausführlich genug sein, damit andere das Beispiel kopieren, verstehen und den Fehler reproduzieren können.
Viele Internetforen, die bei der Programmierung helfen, wie etwa Stack Overflow, verlangen daher, dass nicht der gesamte Quelltext, sondern ein Minimalbeispiel veröffentlicht wird.